# Thomas Johnson (1863-1954)
Pour les articles homonymes, voir Thomas Johnson et Johnson.
Thomas Johnson est un botaniste britannique, né le 27 février 1863 à Barton-on-Humber et mort le 9 septembre 1954.

## Biographie
Il fait ses études à l’Elmfield College à York puis au Royal College de London où il obtient un doctorat de sciences. Il se marie avec Bessie Stratton Rowe, union dont il aura deux fils et une fille. De 1885 à 1890, il est démonstrateur de botanique à Dublin, de 1890 à 1928, professeur de botanique, de 1891 à 1928, conservateur du département de botanique du muséum national d'Irlande à Dublin.
Johnson est membre de la Société linnéenne de Londres, de la British Association for the Advancement of Science, de la Royal Academy d’Irlande (dont il est vice-président). Il est notamment l’auteur de The Inometer : a new form of Food Chart ainsi que de nombreux articles sur la pathologie végétale, les plantes parasites et les végétaux fossiles.

## Source
- Allen G. Debus (dir.) (1968). World Who’s Who in Science. A Biographical Dictionary of Notable Scientists from Antiquity to the Present. Marquis-Who’s Who (Chicago) : xvi + 1855 p.